# Пунт, Ян
Ян (Йоханнес) Пунт (нидерл. Jan Punt; 2 апреля 1711, Амстердам — 18 декабря 1779, там же) — нидерландский художник, рисовальщик, книжный иллюстратор, гравёр, театральный актёр и режиссёр.

## Биография

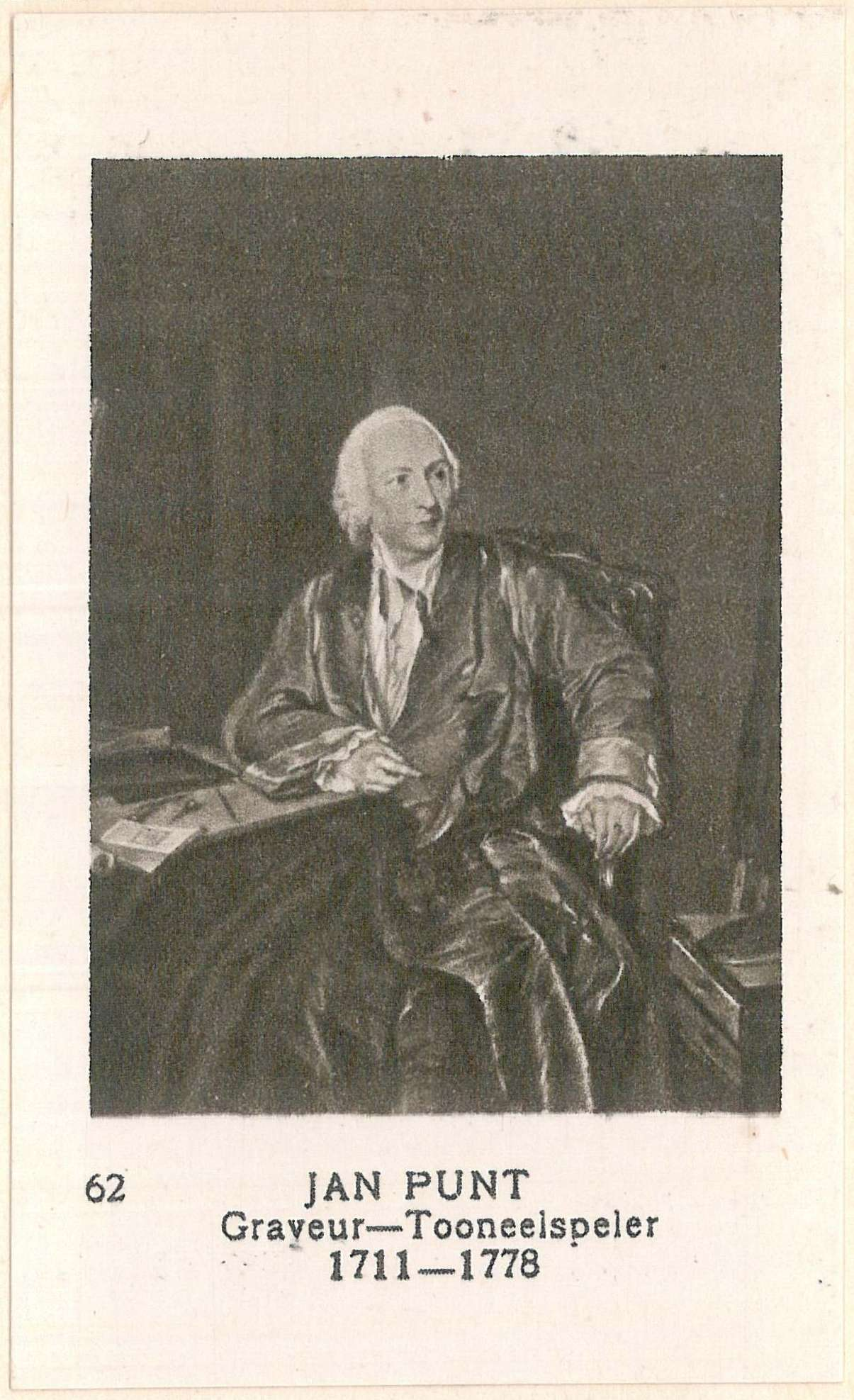
Портрет Я. Пунта

Учился у художника Якоба де Вита и гравёра А. ван дер Лаана. Наиболее известен гравюрами рисунков, которые Якоб де Вит сделал с потолочных росписей Рубенса в церкви Святого Карла Борромео в Антверпене, которые погибли во время пожара, когда молния ударила в церковь в июле 1718 года.
Я. Пунт также был известным театральным актёром. В пожаре амстердамского пожара потерял свои владения. Затем он нашел работу в Роттердаме; был руководителем, театральным режиссёром и первым актёром в 1773 году театра. После того, как у него возникли разногласия с владельцами театра, в том же году ушёл с поста директора.
В числе его учеников был Рейнер Винкелес.

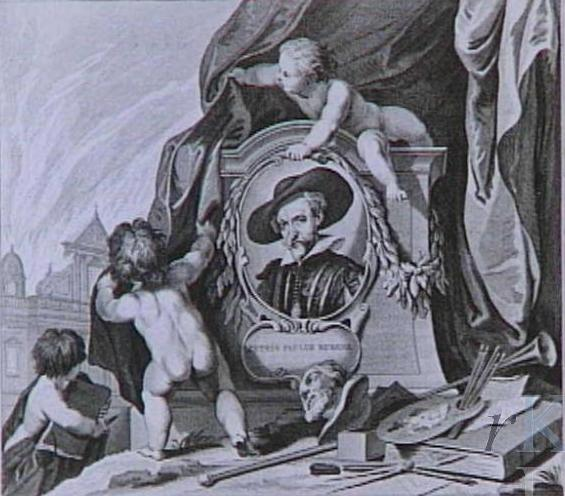
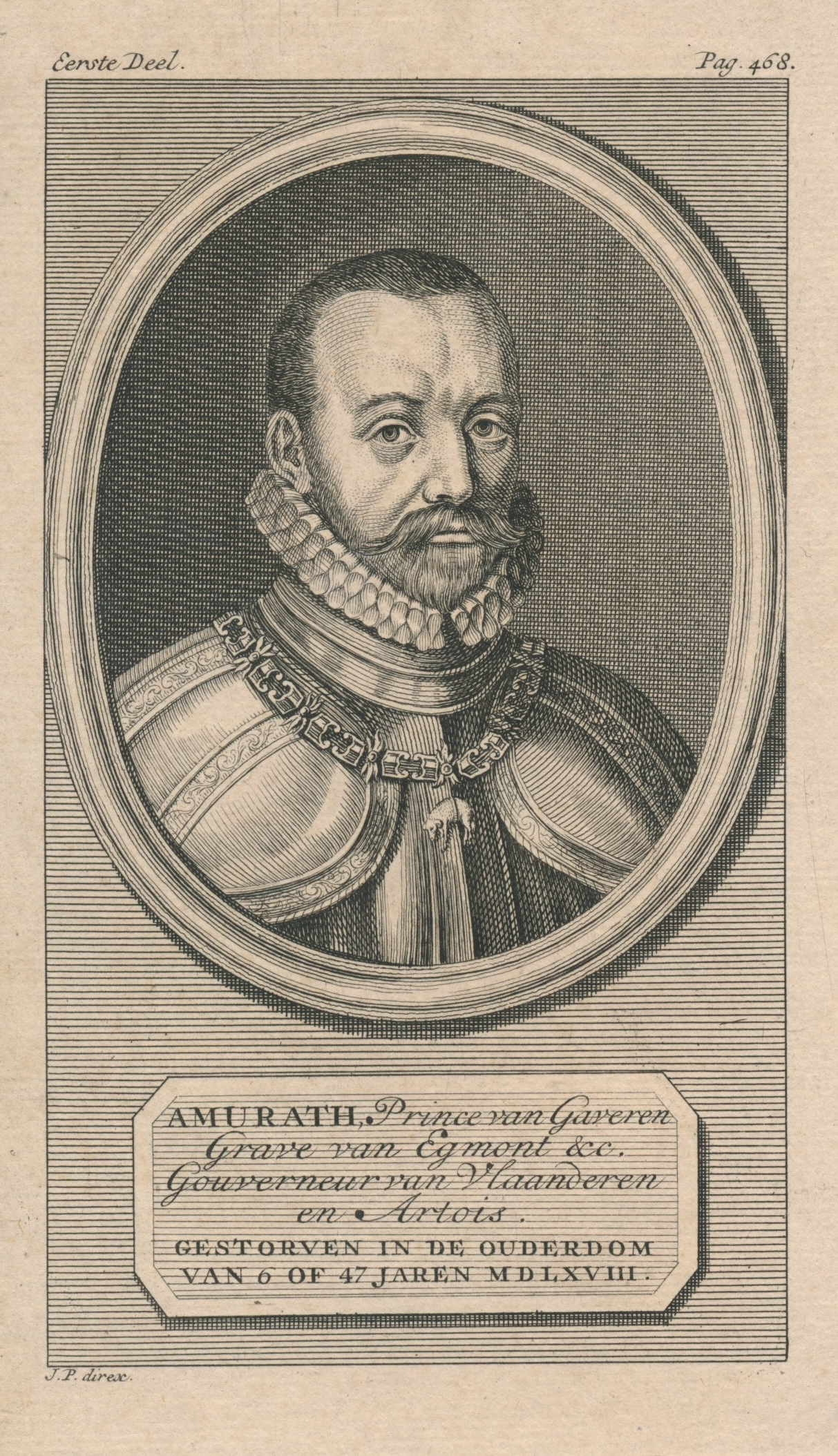
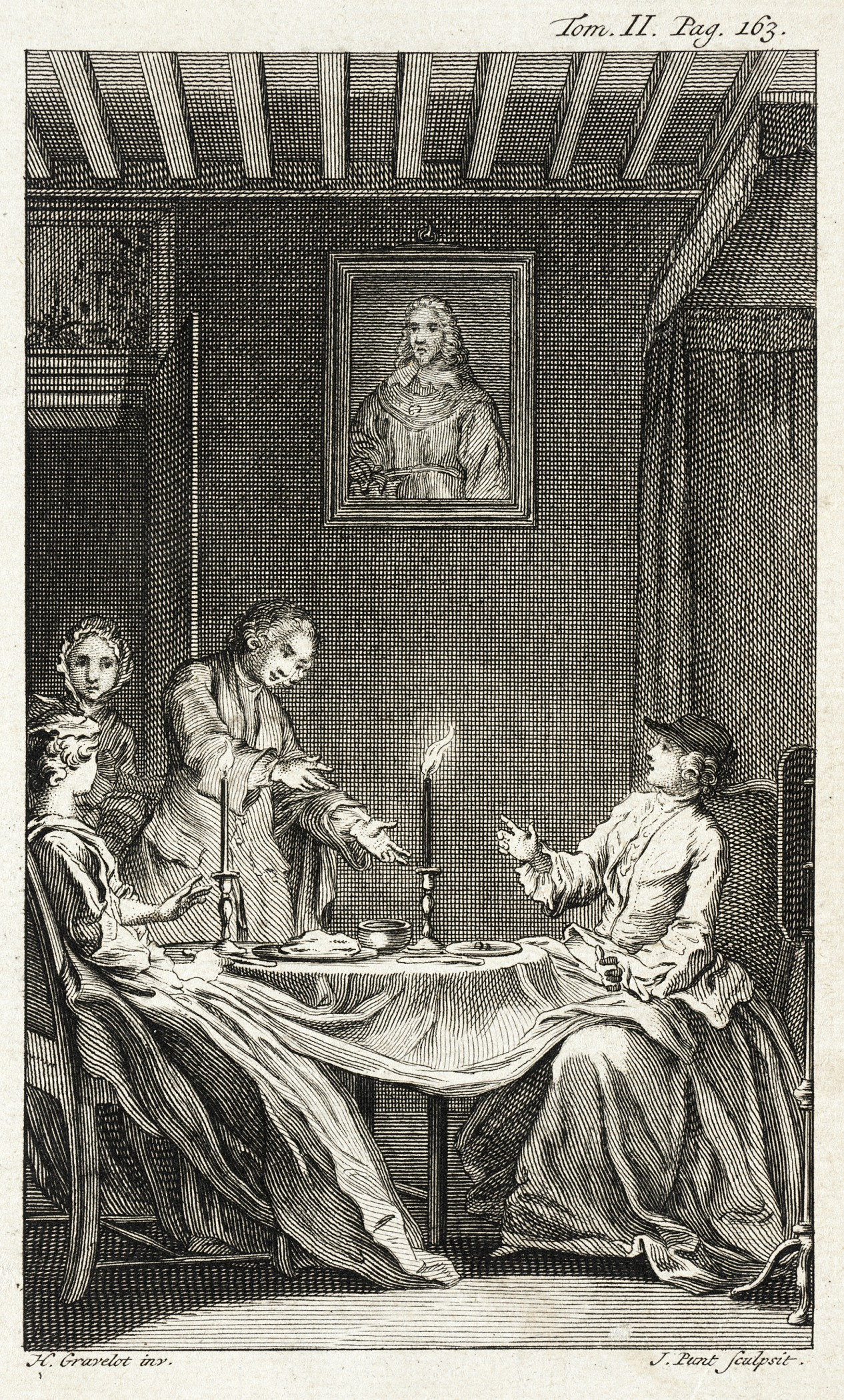
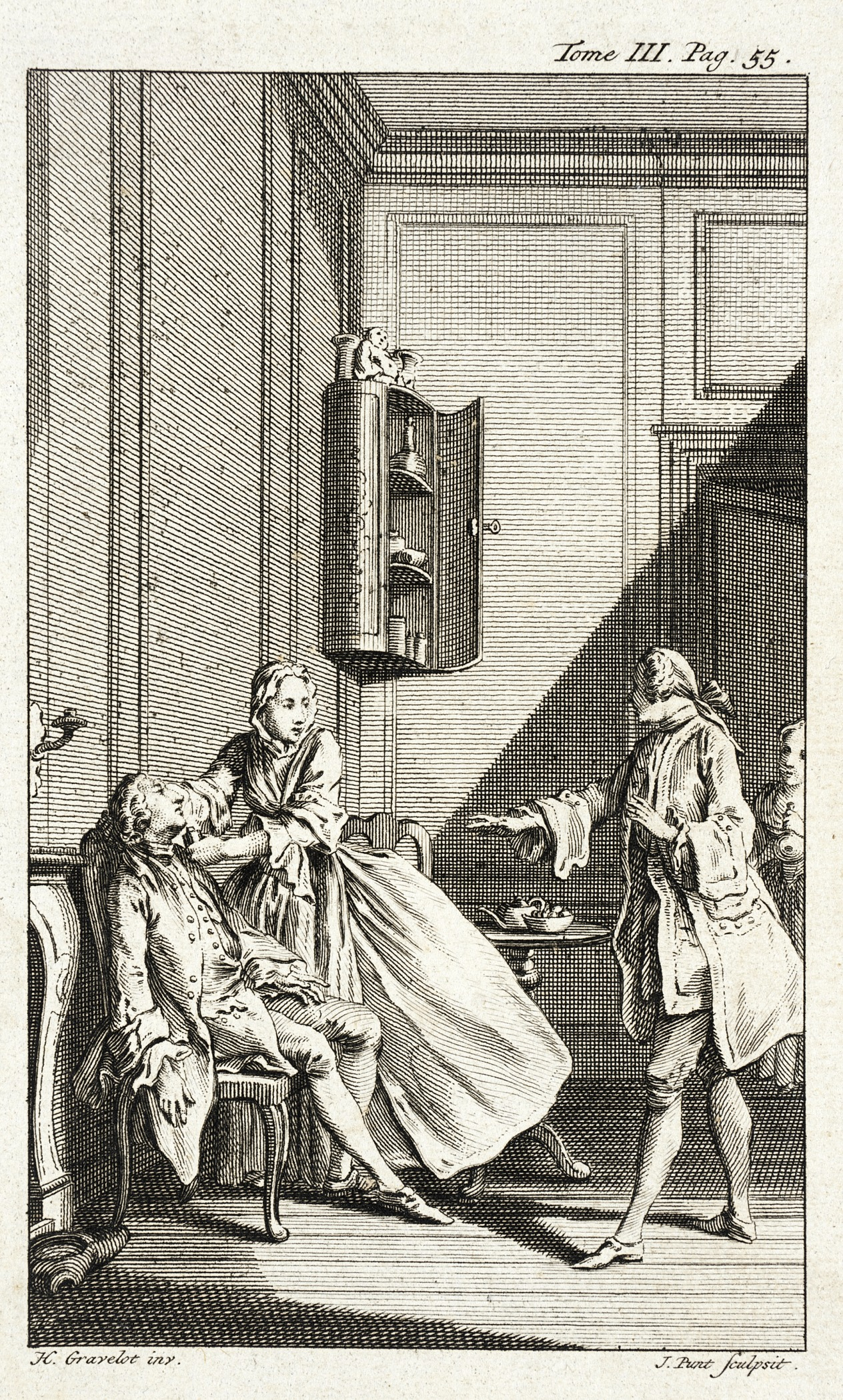
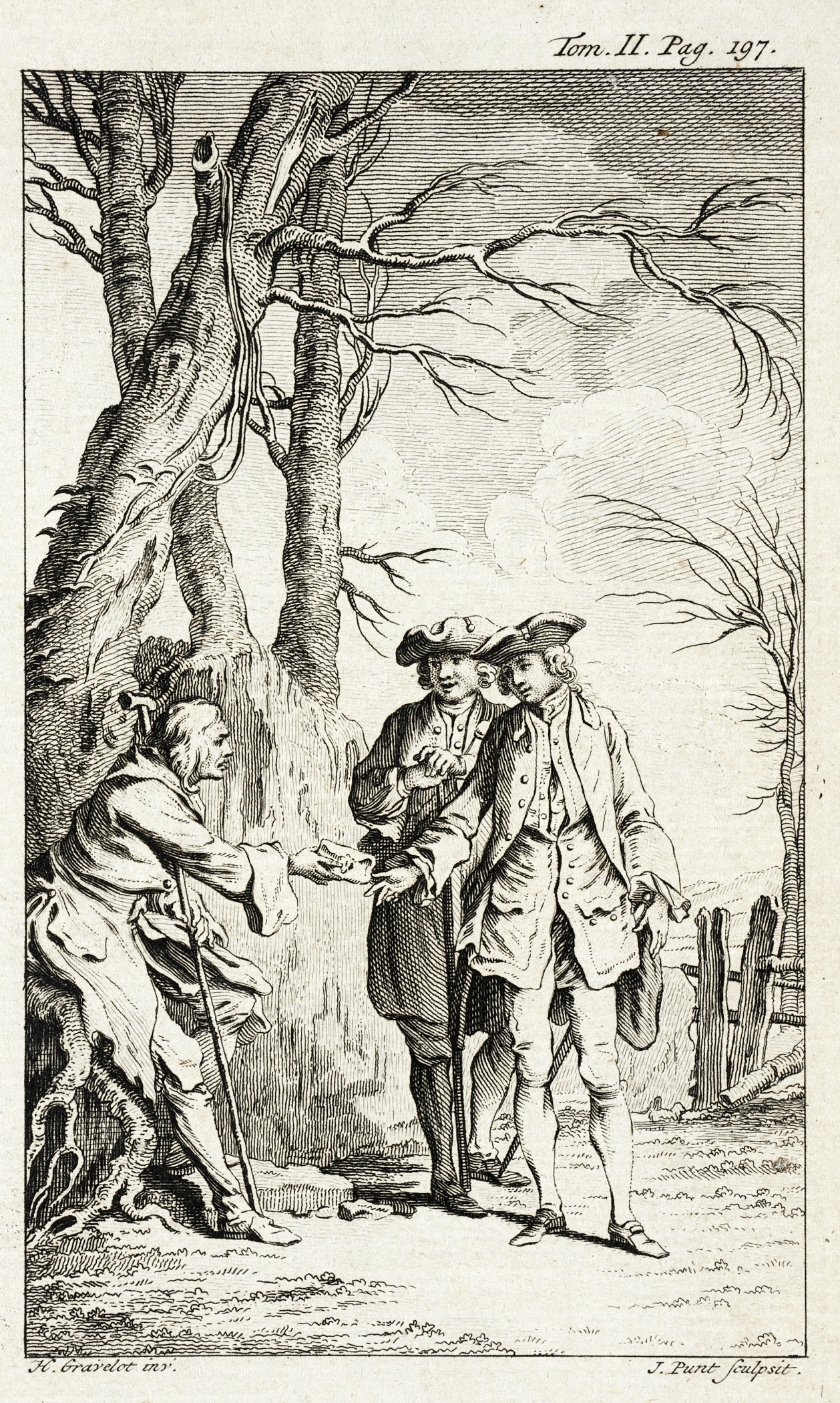
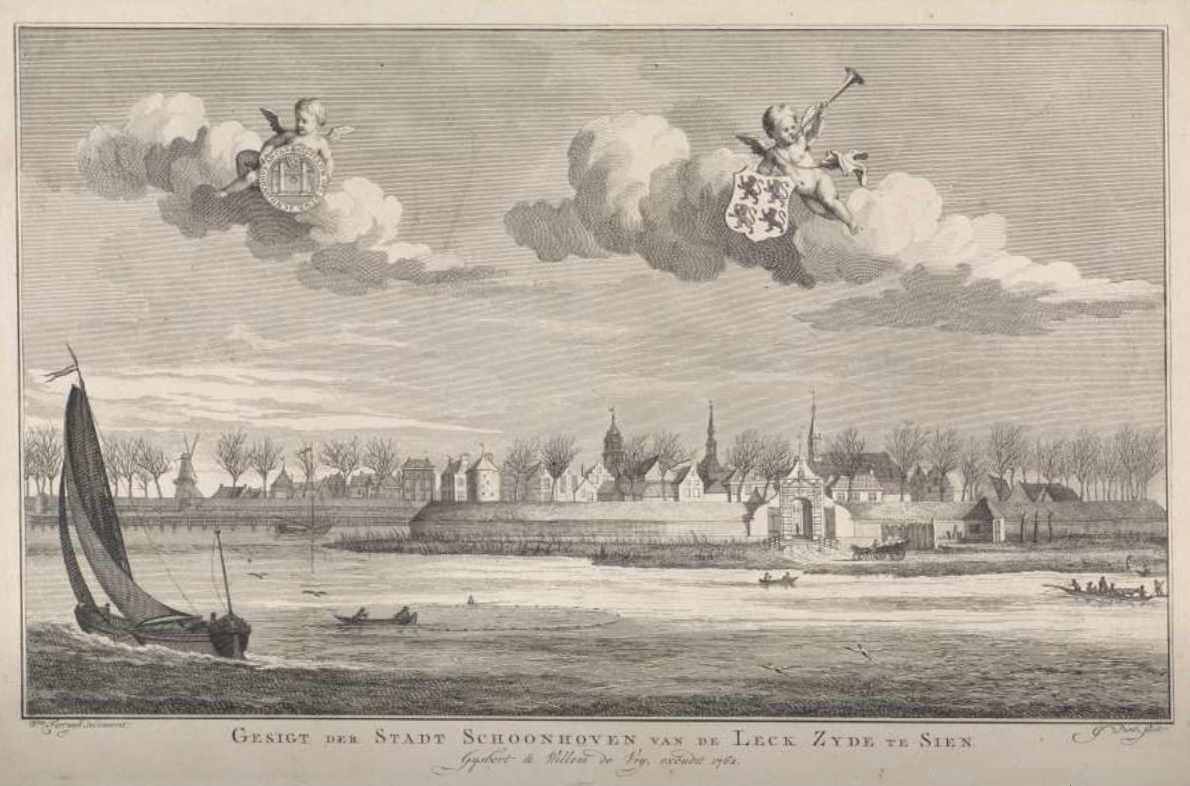